# Power Corporation of Canada
Power Corporation of Canada (TSX: POW

) er en canadisk finansiel servicevirksomhed med hovedkvarter i Montreal, Québec. De driver forretning indenfor forsikring, pension, formueforvaltning og investeringsforvaltning. I 2020 havde de over 30.000 ansatte og omsatte for 65 mia. CAD.